# Noah Aelterman
Noah Aelterman (7 april 2001) is een Belgisch voetballer die onder contract ligt bij Club Brugge. Aelterman is een aanvaller.

## Carrière
Aelterman ruilde de jeugdopleiding van KAA Gent in 2019 voor die van Club Brugge. In de UEFA Youth League 2019/20 scoorde hij vier keer voor Club Brugge: op de eerste speeldag van de groepsfase scoorde hij tegen Galatasaray SK, tegen Paris Saint-Germain kwam hij in twee wedstrijden drie keer tot scoren.
Op 22 augustus 2020 maakte hij zijn profdebuut in het shirt van Club NXT, het beloftenelftal van Club Brugge: op de eerste competitiespeeldag van de Proximus League kreeg hij een basisplaats tegen RWDM.

## Clubstatistieken
| Seizoen         | Club            | Land            | Competitie      | Competitie | Competitie | Beker | Beker | Supercup | Supercup | Europees | Europees | Totaal | Totaal |
| Seizoen         | Club            | Land            | Competitie      | Wed.       | Dlp.       | Wed.  | Dlp.  | Wed.     | Dlp.     | Wed.     | Dlp.     | Wed.   | Dlp.   |
| --------------- | --------------- | --------------- | --------------- | ---------- | ---------- | ----- | ----- | -------- | -------- | -------- | -------- | ------ | ------ |
| 2020/21         | Club NXT        | Vlag van België | Eerste klasse B | 22         | 1          | —     | —     | —        | —        | —        | —        | 22     | 1      |
| Carrière totaal | Carrière totaal | Carrière totaal | Carrière totaal | 22         | 1          | 0     | 0     | 0        | 0        | 0        | 0        | 22     | 1      |

Bijgewerkt op 11 mei 2021.
2 Romero ·
4 Ordóñez ·
8 Tzolis ·
9 Jutglà ·
10 Vetlesen ·
14 Meijer ·
15 Onyedika ·
16 Van den Heuvel ·
17 Vermant ·
19 Nilsson ·
20 Vanaken  · 
21 Skóraś ·
22 Mignolet ·
24 Osuji ·
27 Nielsen ·
29 Jackers ·
30 Jashari ·
41 Siquet ·
44 Mechele ·
55 De Cuyper ·
58 Spileers ·
64 Sabbe ·
65 Seys ·
66 Yameogo ·
67 Et Taïbi ·
68 Talbi ·
71 De Corte ·
84 Campbell ·
87 Furo ·
Coach: Hayen
Assistent-coach: Jonckheere